# Sfax Railways Sports
Sfax Railways Sports (arabisch نادي سكك الحديد الصفاقسي, DMG Nādī Sikak al-ḥadīd aṣ-Ṣafāqusī) ist ein tunesischer Sportverein aus der Hafenstadt Sfax, der in der zweiten tunesischen Liga spielt. Die Vereinsfarben des tunesischen Zweitligisten sind Schwarz-Gelb. Der Verein trägt seine Heimspiele im Stadion des 2. März aus, das Platz für 4.000 Zuschauer bietet. Im Volksmund wird der Verein oft einfach nur SRS oder Railways genannt.
1934 wurde Sfax Railways Sports als erster Verein aus Sfax tunesischer Meister, ein Meilenstein in der lokalen Fußballgeschichte.

## Vereinsgründung
Sfax Railways Sports wurde am 8. Mai 1920 unter dem Namen Université Club von Schülern der höheren Schule für Jungen in Sfax gegründet. 1921 wurde der Name in Sporting Club de Sfax geändert. Im Jahr 1925 übernahm die Gesellschaft der Phosphate und Eisenbahnen von Sfax-Gafsa die Förderung des Vereins, der daraufhin seinen heutigen Namen Sfax Railways Sports annahm. Diese Verbindung zur regionalen Eisenbahngesellschaft prägte Identität und Geschichte des Klubs maßgeblich.

## Nationale Erfolge
Der Verein spielte seit der Unabhängigkeit Tunesiens, mit einigen Unterbrechungen, bis 1995 in der höchsten tunesischen Spielklasse und errang in der Zeit drei Meisterschaften und erreichte dreimal das Finale des tunesischen Pokals.
Bereits vor der Unabhängigkeit hatte der Railways bedeutende Erfolge erzielt. Darunter der Gewinn der Tunesischen Meisterschaft im Jahr 1934, als man Italia de Tunis besiegte. In den Jahren 1937 und 1938 erreichte der SRS ebenfalls das Finale der Meisterschaft, verlor jedoch gegen Italia de Tunis und Savoia de La Goulette.
Nach einer fast kompletten Unterbrechung der Aktivitäten während des Zweiten Weltkriegs nahm der Verein 1946 seine Tätigkeiten wieder auf. Auf Anhieb gewann man die südliche Regionalliga. Diese Entwicklung ermöglichte dem Verein den Aufstieg in die vereinigte erste Division im Jahr 1949. In der Saison 1952/53 gewann Sfax Railways Sports die tunesische Meisterschaft. Nach einem 2‒0-Sieg im Halbfinale gegen Khanfous Club aus Redeyef setzte sich die Mannschaft im Finale mit 2‒1 gegen Olympique de Tunis durch. In der darauffolgenden Spielzeit (1953/54) wurde der Klub Vizemeister hinter dem Club Sportif Hammam-Lif. Ein Jahr später erreichte man das Finale des tunesischen Pokals, verlor jedoch mit 2‒1 gegen CS Hammam-Lif, die in dieser Saison das Double holten.
In der Saison 1967/68 wurde Sfax Railway Sports zum dritten und bis heute letzten Mal tunesischer Meister. Der Verein sicherte sich den Titel mit insgesamt 54 Punkten und setzte sich damit vor dem Club Africain durch, der mit 50 Punkten den zweiten Platz belegte.
Im Pokalfinale traf Sfax Railways Sports als Meister auf den Vizemeister Club Africain. Das Spiel war hart umkämpft: Zehn Minuten vor Ende der regulären Spielzeit führte Club Africain durch einen Doppelpack von Béchir Kekli mit 2:0. In den Schlussminuten gelang Sfax Railways Sports durch Ezzedine Chakroun und Amor Madhi der Ausgleich, wodurch das Spiel in die Verlängerung ging. Erst in der 120. Minute erzielte Ahmed Bouhajila den Siegtreffer für Club Africain, sodass Sfax Railways Sports das Double knapp verpasste.
1979 erreichte Sfax Railways Sports zum dritten und bislang letzten Mal das Finale des tunesischen Pokals – und musste dabei die dritte Finalniederlage hinnehmen. Die erste Begegnung mit Espérance Sportive de Tunis am 17. Juni 1979 endete nach 120 Minuten torlos (0:0), woraufhin eine Woche später, am 24. Juni 1979, ein Wiederholungsspiel angesetzt wurde. Dieses verlor Sfax Railways Sports mit 2:3. Die Tore für Espérance erzielten Abdelmajid Ben Mrad (per Elfmeter), Hassen Feddou und Abdelmajid Gobantini, während Ridha El Louze und Hafedh Soudani für den SRS trafen.

### Titel
| Titelgewinne des Sfax RS |
| --- |
| - Tunesische Meisterschaft: - Meister: 1934, 1953, 1968 - Vizemeister: 1933, 1937, 1938, 1954 - Tunesischer Pokal: - Finalist: 1955, 1968, 1979 - Tunesischer Supercup: - Finalist: 1968 - Zweite tunesische Liga: - 1963, 1994 |

### Erstligabilanz
Bis zu seinem letzten Erstligaauftritt absolvierte Sfax Railways Sports insgesamt 34 Spielzeiten in der höchsten tunesischen Liga und bestritt dabei 856 Partien. Die Bilanz umfasst 258 Siege, 288 Unentschieden und 310 Niederlagen bei einem Torverhältnis von 871‒966.
In der Saison 1994/95 belegte Sfax Railways Sports den letzten Platz der Tabelle und stieg gemeinsam mit dem Océano Club de Kerkennah aus der höchsten Spielklasse ab. Besonders bitter für den Klub war, dass in derselben Saison der Stadtrivale Club Sportif Sfaxien die Meisterschaft gewann. Von diesem Abstieg konnte sich der Verein weder sportlich noch finanziell erholen und ist seitdem nicht mehr in die erste Liga aufgestiegen.

## Stadtderby
Die Derby-Begegnungen zwischen Sfax Railways Sports und dem Stadtrivalen Club Sportif Sfaxien gehören zu den denkwürdigsten Kapiteln der tunesischen Fußballgeschichte. Zwischen 1956 und 1995 fanden insgesamt 68 Duelle der beiden Klubs in der Meisterschaft statt. Der CS Sfaxien konnte 32 dieser Begegnungen für sich entscheiden, Sfax Railways Sports gewann 9-mal, während 27 Partien mit einem Unentschieden endeten. Das Torverhältnis fiel mit 90:49 zugunsten des CSS aus. Der beeindruckendste Sieg von Sfax Railways im Derby war der 3:0-Erfolg in der Saison 1955/56, während die höchste Niederlage ein 0:5 in der Saison 1982/83 war. Mit der Zeit und dem sportlichen Auseinanderdriften beider Vereine hat das Stadtderby an Intensität verloren und wurde seit 1995 nicht mehr ausgetragen, was das Ende einer Ära markiert.
Seit dem Abstieg kam es zwar zu keinem Pflichtspiel-Derby mehr, jedoch fanden vereinzelt Freundschaftsspiele statt, wie etwa im Oktober 2021, als sich beide Teams im Stade Taïeb Mhiri mit 1:1 trennten.
Durch die langjährige Abwesenheit aus der höchsten Liga hat sich die Rivalität von Sfax Railways Sports mit dem Stade Sportif Sfaxien im Laufe der Zeit weiter intensiviert, sodass das Aufeinandertreffen der beiden Teams als das bedeutendste Spiel der Saison gilt. Zudem besteht eine regionale Rivalität mit dem Océano Club de Kerkennah, einem Verein von der Insel Kerkenah vor der Küste von Sfax.

## Basketballabteilung
Die Basketballmannschaft von Sfax Railways Sports spielte lange in der ersten Liga Tunesiens. 1983 gewann man den tunesischen Pokal, nachdem man Ezzahra Sports mit 87‒74 besiegte. Vier Jahre später, 1987, erreichte das Team das Pokalfinale, unterlag jedoch Étoile Olympique La Goulette Kram mit 52‒78. 
Die Heimspiele bestreitet die Basketballabteilung in der Salle Mohamed-Ali-Akid, die Platz für etwa 2000 Zuschauer bietet. Die Halle ist benannt nach dem Nationalspieler Mohammed Ali Akid (* 5. Juli 1949; † 11. April 1979). Akid war Mittelstürmer beim Club Sportif Sfaxien und erzielte 14 Tore für die Nationalmannschaft. Er nahm an der Fußball-Weltmeisterschaft 1978 in Argentinien teil. Nach seinem frühen Tod wurde die Sporthalle zu seinen Ehren benannt.